# Diamond Jubilee
Diamond Jubilee — седьмой студийный альбом канадской группы Cindy Lee, проекта музыканта Патрика Флегеля. Тройной альбом (двойной CD), он был выпущен 29 марта 2024 года на собственном лейбле Флегеля Realistik Studios, доступен исключительно на YouTube или для покупки на сайте Realistik Studios в стиле Web 1.0. 23 октября 2024 года альбом был выпущен на Bandcamp и стали доступны предварительные заказы на физические носители.
После выхода альбом получил широкое признание критиков и был назван Pitchfork одним из лучших первой половины 2020-х годов (№ 3) и лучшим альбомом 2024 года (№ 1).

## Отзывы
| Совокупная оценка | Совокупная оценка |
| Источник          | Оценка            |
| ----------------- | ----------------- |
| Metacritic        | 95/100            |
| Оценки критиков   |                   |
| Источник          | Оценка            |
| Beats Per Minute  | 89%               |
| laut.de           | [ 6 ]             |
| Mladina           | 4/5               |
| OndaRock          | 8/10              |
| Paste             | 9.2/10            |
| Pitchfork         | 9.1/10            |
| Uncut             | 9/10              |

После выхода альбом Diamond Jubilee был высоко оценён музыкальными критиками. На сайте Metacritic, который присваивает нормализованную оценку из 100 баллов рецензиям основных критиков, альбом получил среднее значение 95 балла, основанное на четырёх рецензиях, что свидетельствует о «всеобщем признании». Энди Куш из Pitchfork дал альбому оценку 9,1/10, назвав его «незаменимым кладезем музыки», где «каждая песня — словно туманная передача из рок-н-ролльного мира со своим собственным призрачным каноном любимых хитов». Это был самый высокий рейтинг, присуждённый сайтом новому альбому со времён альбома Фионы Эппл Fetch the Bolt Cutters 2020 года.
Элиза Саутар из Paste оценила альбом в 9,2/10, назвав его «горько-сладким магнум опусом» Cindy Lee, который «легко можно назвать самым плотным, самым полезным произведением, которое они выпустили на сегодняшний день — ошеломляющей коллекцией психоделических поп-песен, которые бывает трудно воспринимать с головой, хотя бы из-за огромного количества и качества работы». Exclaim! присвоил альбому звание «Staff Pick», а рецензент Каэлен Белл написал: «Построенный на мотивах поп-музыки женских групп 50-х, пышной психоделии 60-х, зудящем радио-роке 70-х, лоу-фай 90-х и сверкающих продюсерских решениях, привнесённых из какой-то альтернативной вселенной, Diamond Jubilee кажется определяющим портретом Cindy Lee как художника и носителя».
Альбом вошёл в шорт-лист финалистов музыкальной премии Polaris Music Prize 2024 года.
В списках по итогам года музыкальные издания Pitchfork, Exclaim! и Gorilla vs. Bear назвали Diamond Jubilee лучшим альбомом 2024 года.

### Итоговые списки критиков
В 2024 году журнал Pitchfork назвал этот диск альбомом № 3 десятилетия 2020-х годов.
| Публикация | Список                                  | Ранг | Ссылка |
| ---------- | --------------------------------------- | ---- | ------ |
| Pitchfork  | The 100 Best Albums of the 2020s So Far | 3    | [ 16 ] |

| Публикация       | Список                 | Ранг | Ссылка |
| ---------------- | ---------------------- | ---- | ------ |
| Exclaim!         | 50 Best Albums of 2024 | 1    | [ 14 ] |
| Gorilla vs. Bear | 50 Best Albums of 2024 | 1    | [ 15 ] |

## Список композиций
Все тексты написаны Patrick Flegel, вся музыка написана Patrick Flegel, кроме «Baby Blue», написанных Patrick Flegel и Steven Lind..
| №                   | Название                | Длительность |
| ------------------- | ----------------------- | ------------ |
| 1.                  | «Diamond Jubilee»       | 5:22         |
| 2.                  | «Glitz»                 | 4:10         |
| 3.                  | «Baby Blue»             | 3:55         |
| 4.                  | «Dreams of You»         | 2:46         |
| 5.                  | «All I Want Is You»     | 3:00         |
| 6.                  | «Dallas»                | 3:15         |
| 7.                  | «Olive Drab»            | 1:31         |
| 8.                  | «Always Dreaming»       | 3:43         |
| 9.                  | «Wild One»              | 2:04         |
| 10.                 | «Flesh and Blood»       | 5:13         |
| 11.                 | «Le Machiniste Fantome» | 1:02         |
| 12.                 | «Kingdom Come»          | 4:42         |
| 13.                 | «Demon Bitch»           | 4:24         |
| 14.                 | «I Have My Doubts»      | 3:32         |
| 15.                 | «Til Polarity's End»    | 4:04         |
| 16.                 | «Realistik Heaven»      | 3:42         |
| Общая длительность: | Общая длительность:     | 56:25        |

| №                   | Название                     | Длительность |
| ------------------- | ---------------------------- | ------------ |
| 1.                  | «Stone Faces»                | 4:22         |
| 2.                  | «Gayblevision»               | 2:56         |
| 3.                  | «Dracula»                    | 6:08         |
| 4.                  | «Lockstepp»                  | 4:39         |
| 5.                  | «Government Cheque»          | 5:06         |
| 6.                  | «Deepest Blue»               | 2:57         |
| 7.                  | «To Heal This Wounded Heart» | 3:33         |
| 8.                  | «Golden Microphone»          | 2:49         |
| 9.                  | «If You Hear Me Crying»      | 4:01         |
| 10.                 | «Darling of the Diskoteque»  | 3:04         |
| 11.                 | «Don't Tell Me I'm Wrong»    | 4:48         |
| 12.                 | «What's It Going to Take»    | 3:29         |
| 13.                 | «Wild Rose»                  | 3:50         |
| 14.                 | «Durham City Limit»          | 5:24         |
| 15.                 | «Crime of Passion»           | 3:13         |
| 16.                 | «24/7 Heaven»                | 5:25         |
| Общая длительность: | Общая длительность:          | 65:44        |

## Чарты
| Чарт (2025)                                  | Высшая позиция |
| -------------------------------------------- | -------------- |
| Бельгия/Фландрия (Ultratop)                  | 85             |
| Шотландия (Scottish Albums Chart)            | 14             |
| Великобритания (UK Independent Albums Chart) | 8              |